# Cyril Zimmermann
Cyril Zimmermann (født 16. januar 1976) er en schweizisk fodbolddommer fra Münsingen. Han har dømt internationalt under det internationale fodboldforbund FIFA siden 2007, hvor han er indrangeret som kategori 1-dommer, der er det tredjehøjeste niveau for internationale dommere.

## Kampe med danske hold
- Den 30. august 2012: kvalifikationen til Europa League: Sporting Lissabon – AC Horsens.